# Compsomantis mindoroensis
Compsomantis mindoroensis är en bönsyrseart som beskrevs av Max Beier 1942. Compsomantis mindoroensis ingår i släktet Compsomantis och familjen Mantidae. Inga underarter finns listade i Catalogue of Life.